# Thévenin-Theorem
Das Thévenin-Theorem (nach Léon Charles Thévenin; auch: Helmholtz-Thévenin-Theorem oder Helmholtz-Satz) besagt in der Theorie linearer elektrischer Netzwerke, dass jede mögliche Kombination von linearen Spannungsquellen, Stromquellen und Widerständen bezüglich zweier Klemmen elektrisch äquivalent zu einer Reihenschaltung aus einer Spannungsquelle und einem ohmschen Widerstand {\displaystyle R} ist. Äquivalenz bedeutet, dass sich bei gleicher äußerer Belastung gleiches Verhalten von Spannung und Stromstärke einstellt.
Diese Ersatzschaltung wird Thévenin-Äquivalent oder Ersatzspannungsquelle genannt. Dieses Theorem wird zum Beispiel zur Vereinfachung in der Schaltungsanalyse verwendet.

## Berechnung des Thévenin-Äquivalents

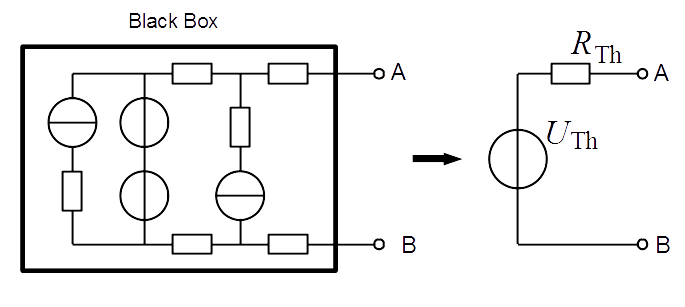
Jede elektrische Schaltung, die ausschließlich aus linearen Spannungsquellen, Stromquellen und Widerständen besteht, kann in ein Thévenin-Äquivalent umgewandelt werden.

Das Thévenin-Äquivalent besteht aus einem ohmschen Widerstand {\displaystyle R_{\text{Th}}} und einer Spannungsquelle mit der Leerlaufspannung {\displaystyle U_{\text{Th}}}. Um die zwei Unbekannten {\displaystyle R_{\text{Th}}} und {\displaystyle U_{\text{Th}}} zu bestimmen, werden zwei Gleichungen benötigt. Diese Gleichungen können auf verschiedene Art und Weise aufgestellt werden.
Wenn sich die Schaltung nicht wie eine ideale Stromquelle verhält, gilt für {\displaystyle U_{\text{Th}}}:
- Die Ausgangsspannung bei offenen Klemmen A–B ist die Leerlaufspannung und zugleich {\displaystyle U_{\text{Th}}}.

Für {\displaystyle R_{\text{Th}}} gibt es verschiedene Methoden:
- Im Schaltbild werden alle Spannungsquellen durch Kurzschlüsse und alle Stromquellen durch Unterbrechungen ersetzt.[4] Die Innenwiderstände der Quellen verbleiben jedoch in der Schaltung. Damit wird der Ersatzwiderstand berechnet. Dieser ist gleich dem Thévenin-Äquivalentwiderstand.
- Ist ein Kurzschluss von A nach B zulässig und der Kurzschlussstrom {\displaystyle I_{\mathrm {K} }} bekannt, wird das Ohmsche Gesetz benutzt

{\displaystyle R_{\text{Th}}={\frac {U_{\text{Th}}}{I_{\mathrm {K} }}}}
- Ein bekannter Widerstand wird an A–B angeschlossen und die Spannung gemessen. Mit Hilfe des Spannungsteilergesetzes kann dann {\displaystyle R_{\text{Th}}} bestimmt werden.

Eine geläufige Variante dieser Methode ist die der Halb-Spannung: Der Widerstand an A–B ist so veränderlich, dass die Hälfte der Leerlaufspannung über A–B abfällt. Der veränderliche Widerstand ist dann gleich {\displaystyle R_{\text{Th}}}.
Der Beweis des Thévenin-Theorems basiert auf dem Superpositionsprinzip.

## Umwandlung zwischen Norton- und Thévenin-Äquivalent

Zwei äquivalente Quellen

Ein Thévenin-Äquivalent (lineare Spannungsquelle) und ein Norton-Äquivalent (lineare Stromquelle) sind gegenseitig äquivalente Quellen. Eine Austauschbarkeit ist unter folgenden zwei Festlegungen gegeben:
- Das {\displaystyle R_{\mathrm {i} }} ist in beiden nebenstehend gezeigten Schaltungen dasselbe (wobei {\displaystyle 0<R_{\text{i}}<\infty } sein muss)
- {\displaystyle U_{0}=I_{\mathrm {K} }\cdot R_{\mathrm {i} }}

Gleichwohl gibt es im Wirkungsgrad einen Unterschied zwischen der Ersatzspannungsquelle und der Ersatzstromquelle, siehe Wirkungsgrad der Stromquelle. Wo immer es auf die Erzielung eines hohen Wirkungsgrades ankommt, sind die Ersatzschaltungen nicht austauschbar. Die unterschiedlichen Wirkungsgrade ergeben sich aus den inneren Verlusten. In den Grenzfällen Kurzschluss und Leerlauf sind sie besonders ausgeprägt.
| Bei Kurzschluss ({\displaystyle U_{\mathrm {kl} }=0}) | In der Stromquelle fließt kein Strom im Innenwiderstand. So entsteht wie im idealen Modell intern kein Verlust. In der Spannungsquelle liegt die Spannung {\displaystyle U_{0}} vollständig am Innenwiderstand. Er wird bei maximalem Strom {\displaystyle I_{\mathrm {K} }} „geheizt“.     |
| Bei Leerlauf ({\displaystyle I=0})                    | In der Stromquelle fließt der Strom {\displaystyle I_{\mathrm {K} }} vollständig im Innenwiderstand. Er wird bei maximaler Spannung {\displaystyle U_{0}} „geheizt“. In der Spannungsquelle liegt keine Spannung am Innenwiderstand. So entsteht wie im idealen Modell intern kein Verlust. |

## Erweiterung für Wechselstrom
Das Thévenin-Theorem kann auch auf harmonische Wechselstromsysteme verallgemeinert werden, indem elektrische Impedanzen statt der ohmschen Widerstände verwendet werden. Bei Anwendung im Wechselstrombereich ergeben sich jedoch auch Quellen mit frequenzabhängiger Amplitude und Phase. Daher ist eine praktische Anwendung für Wechselstromersatzschaltungen eher selten, oder sie ist auf eine Frequenz beschränkt.

## Geschichte
Das Thévenin-Theorem wurde zuerst vom deutschen Wissenschaftler Hermann von Helmholtz 1853 entdeckt. Es wurde dann 1883 vom französischen Ingenieur Léon Charles Thévenin (1857–1926) wiederentdeckt.